# Etnias de Gabón

Regiones de Gabón

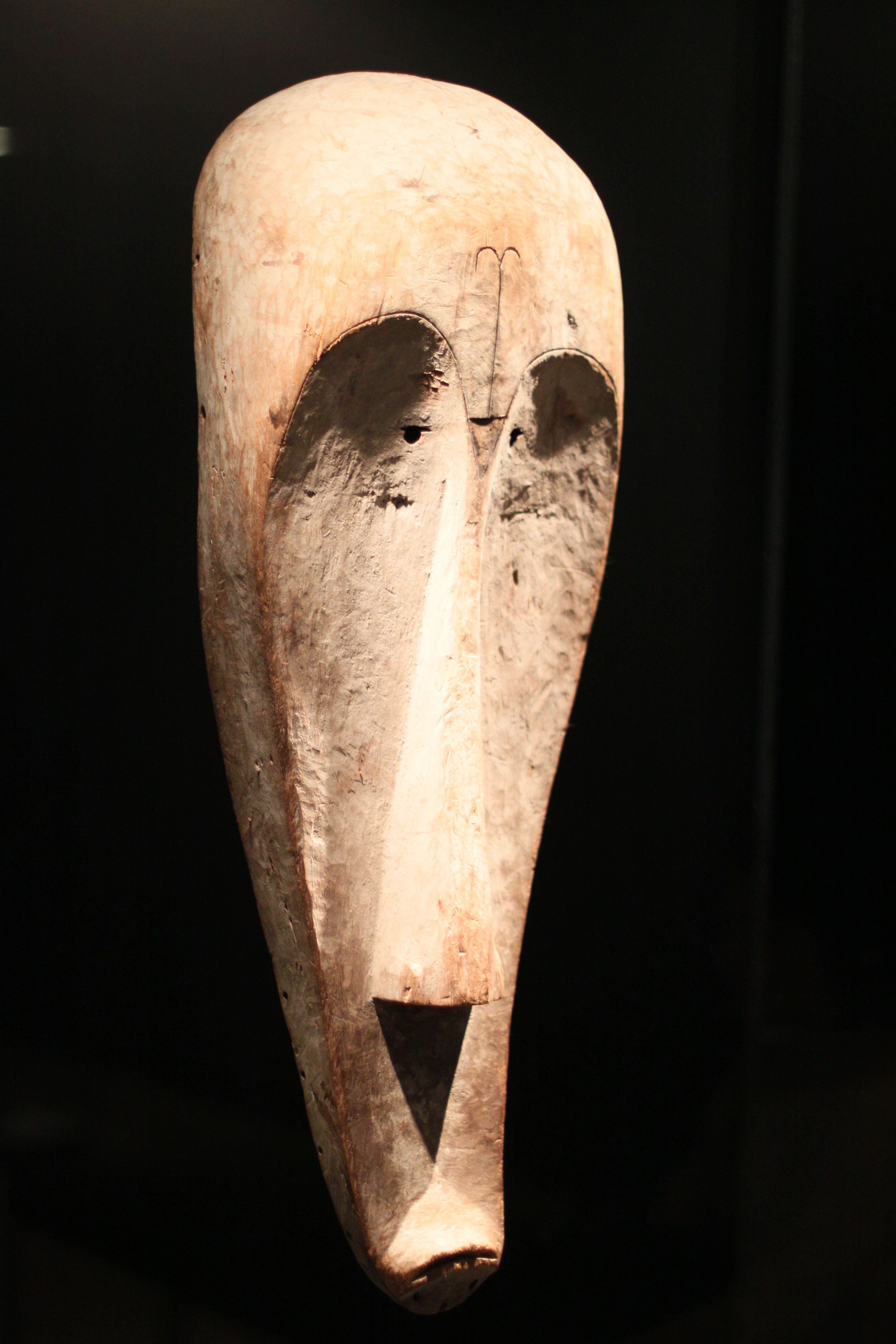
Máscara fang utilizada en la ceremonia ngil, en busca de chamanes. Las máscaras son una de las características principales de las etnias gabonesas.

En Gabón hay, en la actualidad, unas 40 etnias con distintas culturas y lenguas. Los habitantes originales del país fueron los pigmeos, de los que solo quedan unos tres mil repartidos en pequeños grupos por la selva. La etnia dominante, los fang, vinieron del norte en el siglo XVIII y se asentaron en el norte de Gabón. Sus descendientes se mezclaron con otros grupos bantúes. Solo el 80 por ciento de los gaboneses han nacido en el propio país, y las etnias principales son fang, el 23.2%; shira-punu/vili, el 18.9%; nzabi-duma, el 11.3%; mbede-teke, el 6.9%; myene, el 5%; kota-kele, el 4.9%; okande-tsogo, el 2.1%; pigmeos, el 0,3%, y otros, el 7.5%. El otro 20% está formado por camerunenses, el 4,6%; malinenses, el 2,4%; benineses, el 2,1%, con la nacionalidad adquirida, el 1,6%, togoleses, el 1,6%; senegaleses, el 1,1%, congoleños de Brazzaville, el 1%, y otros, el 5,5%.

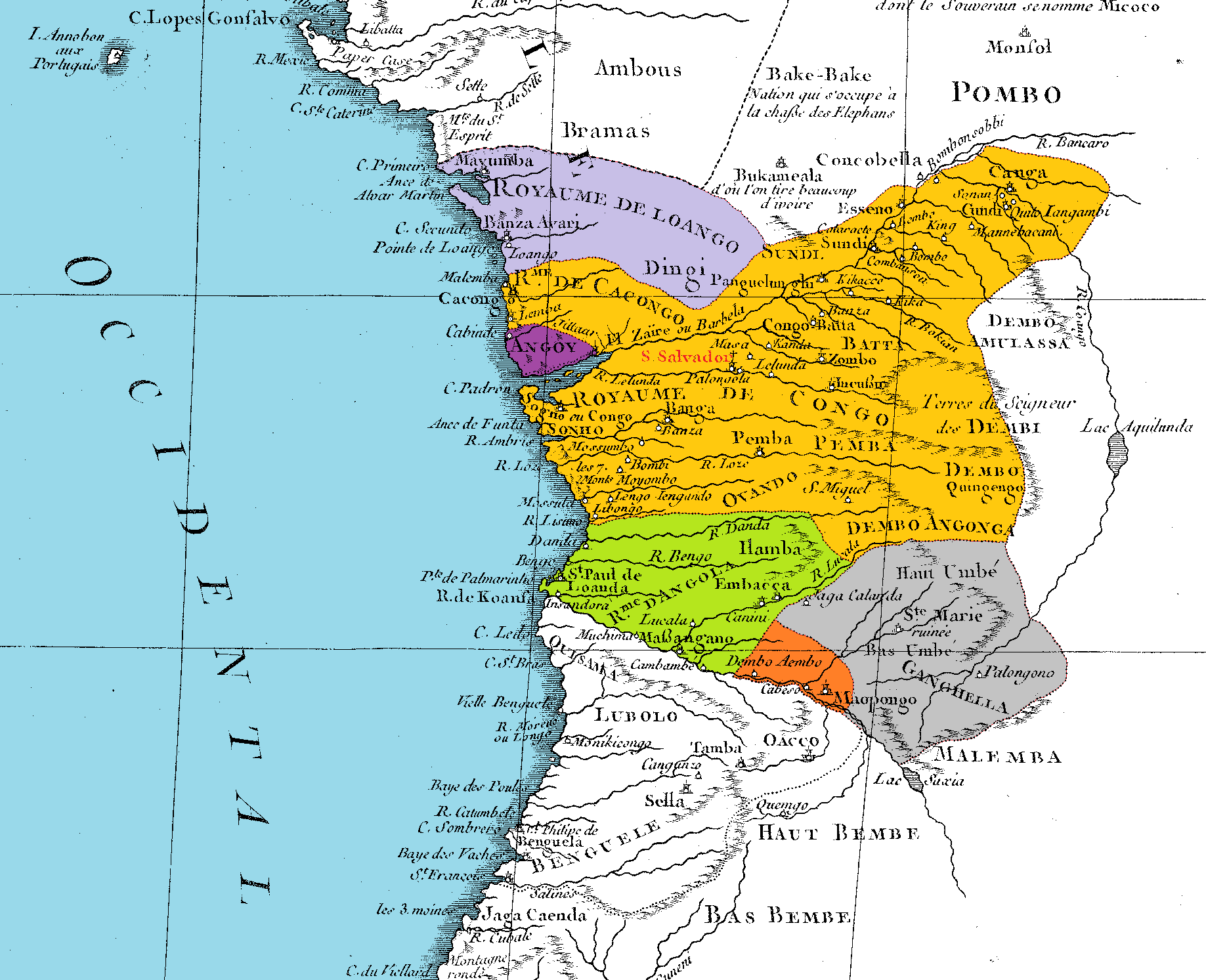
Los reinos del Congo en 1770. El reino de Loango, en violeta, y el adyacente de Cacongo forman parte del actual Gabón.

## Etnias

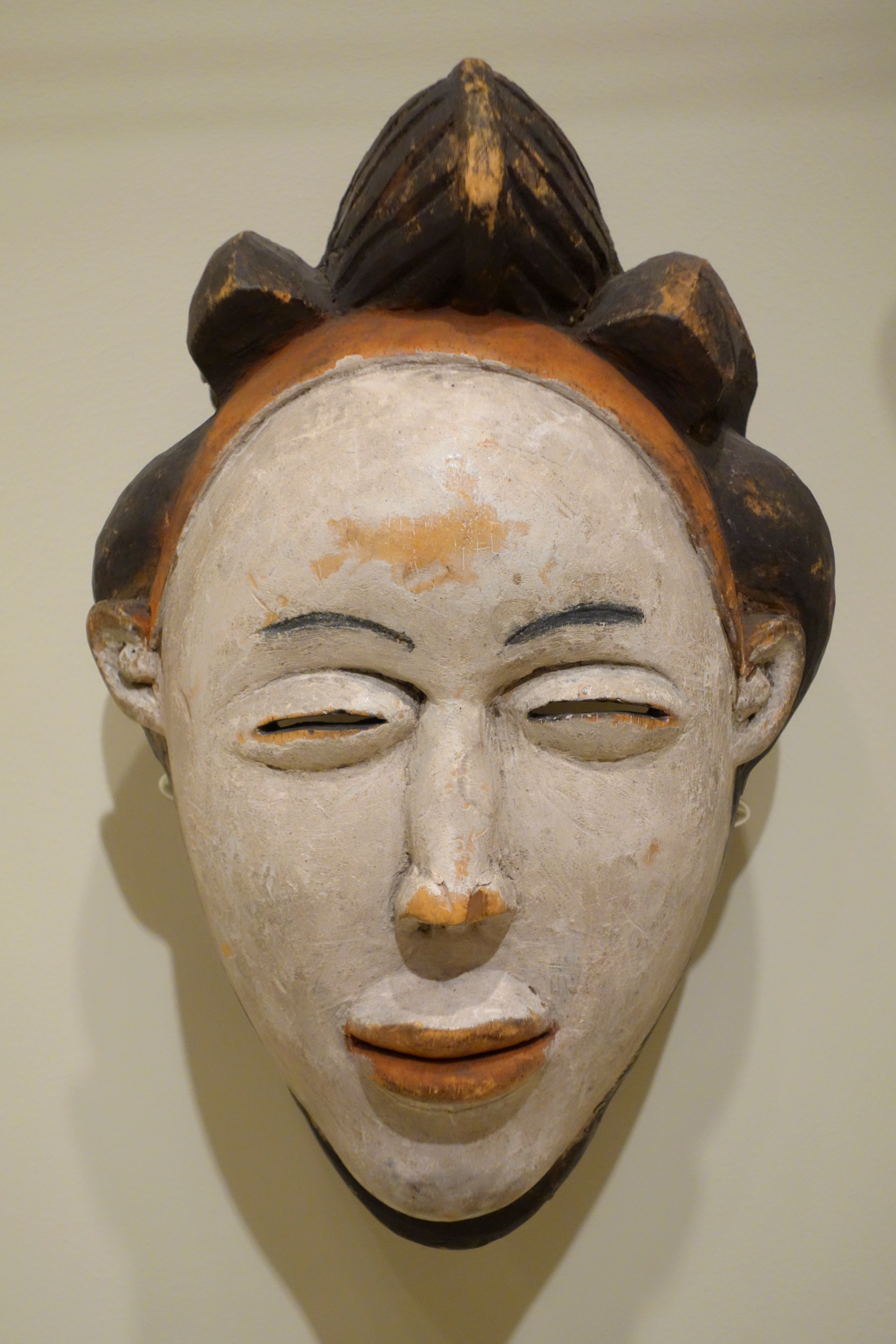
Máscara blanca del pueblo punu

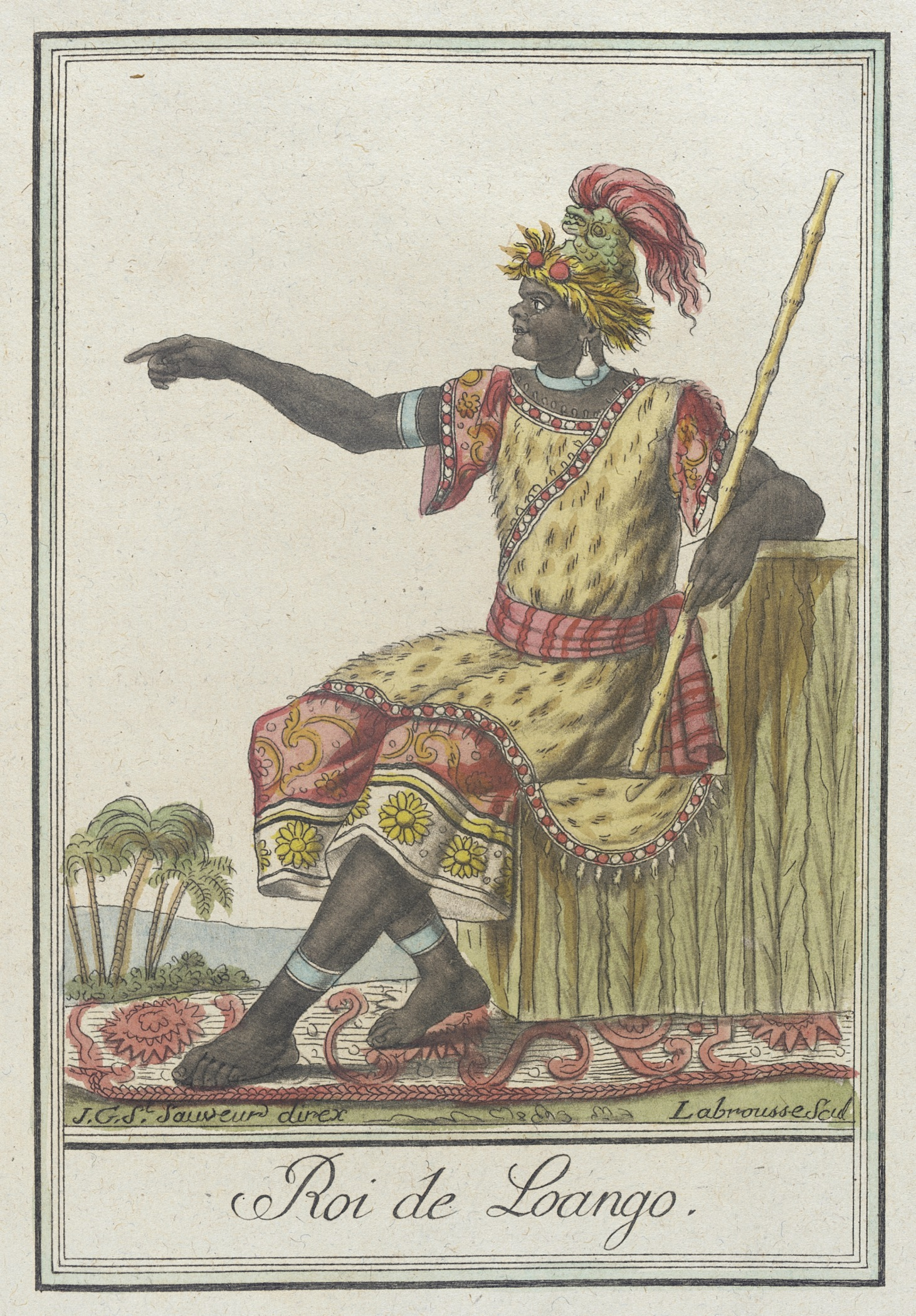
Rey de Loango

- Fang. Más de 600.000. Viven sobre todo en la provincia de Estuaire, pertenecen a un grupo bantú llamado beti-pahuin, que habita en los bosques lluviosos de la zona costera de África central, Guinea Ecuatorial, sur de Camerún y norte de Gabón. Hablan el idioma fang, también conocido como pahuin o pamue. Son originarios del centro de Camerún. Sufrieron mucho la esclavitud entre los siglos XVI y XIX. Forman una sociedad patrilineal, con aldeas vinculadas a través del linaje e independientes entre sí. Cazadores y granjeros, pasaron a cultivar cacao durante la colonización. Durante el dominio francés fueron convertidos al cristianismo, pero con la independencia recuperarn sus creencias tradicionales, el biere, relacionado con el poder de los antepasados, y ritos de iniciación como el bwiti. Destacan por su artesanía de madera, hierro y esteatita. Sus máscaras se encuentran en todos los muesos del mundo.[3][4]
- Shira-punu/vili. El pueblo punu es un subgrupo del pueblo shira. Los vili, punu, lumbu, vungu y kugni formaban los componentes étnicos del reino de Loango, que dominó la costa desde Cabinda, en Angola, hasta Gabón desde el siglo XV hasta el siglo XX. Se hablaba el idioma kikongo. Los vili habitan en la provincia de Moyen-Ogooué y los punu en la provincia de Nyanga.
  - Pueblo punu, unos 270.000. Son un grupo bantú que vive en las cuencas altas de los ríos Ngounié y Nyanga. Fueron expulsados en el siglo XVII de sus tierras por los chokwe, que los hicieron moverse hacia el Congo y luego Gabón. Participaron en el comercio de esclavos. Su sociedad está basada en la memoria y las tradiciones, y organizada en torno a un jefe. Son matrilineales. Creen que los espíritus de los ancestros los acompañan en la vida, están divididos en clanes y cada uno de ellos tiene un animal al que no puede cazar ni comer por ser tabú. Uno de sus objetos más conocidos son las máscaras blancas o máscaras punu, usadas en el sur de Gabón. En la oscuridad usan unas máscaras negras a las que atribuyen naturaleza diabólica.[5]
  - Pueblo vili. Unos 7500. Es un subgrupo de los pueblos bantú y kongo. La mayoría vive en la República del Congo, donde la primera dama entre 1979 y 19912, Antoinette Sassou Nguesso, es de origen vili. La sociedad tradicional tiene una estructura llamada likanda, en que el clan posee en común bienes e intereses. En esta sociedad matrilineal, el territorio del clan era administrado el mayor de los tíos maternos. En el siglo XVII participaron del comercio de los esclavos y el marfil. Son pescadores artesanales y comerciantes.

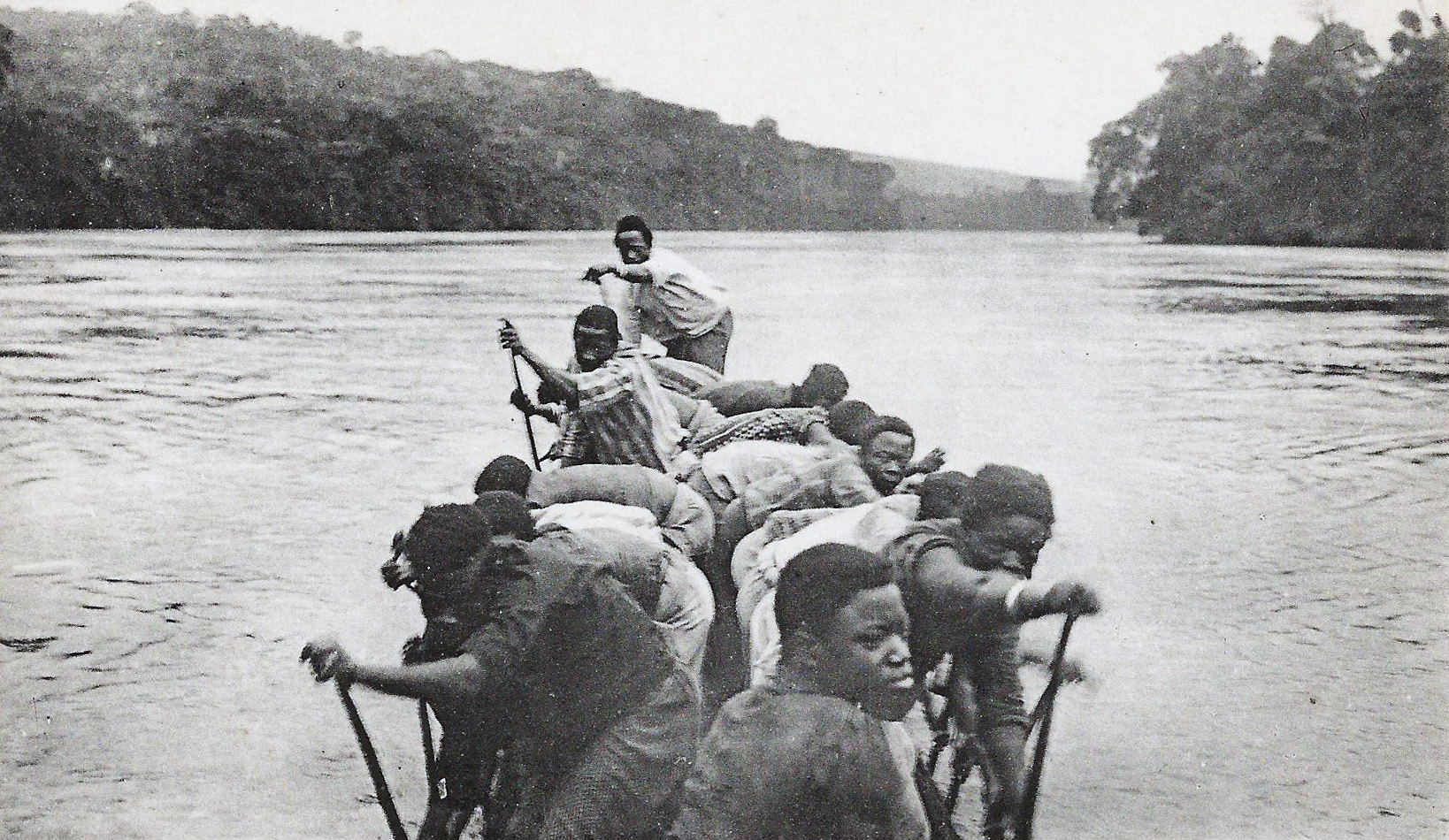
Miembros de la etna duma en acción sobre una canoa en el río Ogooue, en 1900.

- Nzebi-duma o adouma. Unos 17.500. Viven principalmente en la provincia de Ogooué-Lolo, en las fuentes del río Ogooué. Hablan un dialecto del idioma nzebi, relacionado lingüísticamente con el Imperio lunda, dentro del grupo de las lenguas teke-mbere.
  - Los nzebi son unos 200.000. Viven en pueblos pequeños en las tierras boscosas del sur de Gabón. Muchos se encuentran en centros urbanos, como Libreville. El cristianismo llega al 70%, pero muchos siguen conservando sus creencias tradicionales. En las zonas rurales, son granjeros de subsistencia, cultivan mandioca, plátanos, maíz, ñame, caña de azúcar, taro, pimientos, piñas y bananas.
  - los duma son unos 20.000, conocidos como los hombres del río, son famosos por sus canoas en madera de Aucoumea. Participaron en el comercio de esclavos como intermediarios con los pueblos del bajo Ogooué. También comerciaban con otros productos, como calabazas, cacahuetes, paños, Raphia y madera que vendían a sus vecinos.

- Mbede-teke o ambede. Los mbede son unos 90.000, y otros 170.000 en el Congo. Son una minoría en el sudeste de Gabón, pues viven sobre todo en la República del Congo y en la RDC. Hablan el idioma mbere o mbete, una de las lenguas teke-mbere. Los teke del norte (poque hablan el teke del norte) son unos 150.000; los teke tsaayi (porque hablan una variedad del tseke occidental llamada tsaayi), más cristianizados, son unos 70.000.

- Myene, unos 80.000. Hablan el idioma myene, entre 50 y 100.000 personas. En la provincia de Estuaire.

- Kota-kele, unos 44.000. Los kota pertenecen a un pueblo mayor, los bakota, que engloban a los kele, que son unas mil personas.

- Okande-tsogo, el 2.1% Hablan el idioma tsogo, que es una de las principales lenguas de los bongo.

- Pigmeos baka, unos 8.600, en el bosque tropical, aun hay muchos que son cazadores recolectores y abren claros para cultivar, mezclados con otros agricultores. cazan ciervos, hipopótamos, cerdos y elefantes, con redes o flechas y lanzas, Intercambian carne de caza y miel salvaje por maíz, sal, ropa y herramientas. Las mujeres recogen frutos silvestres, raíces, insectos, lagartos y mariscos. Ambos pescan en los ríos. Forman bandas nómadas de 20 a 100 individuos que poseen colectivamente las tierras. Forman campamentos pequeños para 25 o 30 personas, en círculo. En general solo tienen una esposa, aunque son polígamos. Un 30% está cristianizado, pero la mayoría cree en un ser supremo llamado Tera.[6]

- Entre las demás etnias de poco tamaño figuran los bakwele (7100), bandumu (5300), barama (1800), benga (2700), chira (62.000), eviya (500), fon (28.000), fulani (10.000), gun (25.000), hausa (15.000), kaningi (1800), kota (44.000), lumbu (41.000), mahongwe (14.500), mbamba (18.000), mbangwe (3600), mbwisi (2800), tsogo (16.000), ndambono (1200), ndasa (1800), ngom (17.000), sake (14.000), samay (1500), sangu (53.000), seki (1800), sighu (2800), simba (unos 200?), Tchitchege (3900), tsanqgui (18.000), vumbu (8900), wandji (18.000), wolof (13.000), wumbvu (38.000) y yasa (800).[7]

## Demografía
La población de Gabón disminuyó entre 1900 y 1940 debido a factores ambientales e históricos. La población estimada de Gabón en 2020 es de 2.225.000 personas, con una densidad de 9 hab/km². La población urbana es del 87-90% y la media de edad es de 22 años. El número de habitantes casi se ha doblado desde finales del siglo XX.
La presencia de petróleo hace que Gabón sea uno de los países más ricos de África, pero la riqueza está desigualmente repartida y la pobreza está generalizada. Más del 60% de la población tiene menos de 25 años. La esperanza de vida es de 67 años para los hombres y de 71 años para las mujeres. La media de hijos por mujer era en 2020 de 3,41. La tasa de crecimiento es del 2,5%, con una natalidad de 26,3 nacimientos por mil habitantes en 2020 y una mortalidad de 5,9 por mil.
Por grupos religiosos, el 42,3% son católicos; el 12,3% son protestantes, el 27,4% pertenece a otros cristianos evangélicos; el 9,8% son musulmanes; el 0,6% son animistas, y el resto, es desconocido. El idioma oficial es el francés, hablado por un 80% de la población, seguido del fang, hablado por un 32%, el myene, el nzebi, el bapounou/eschira y el bandjabi. Cada etnia tiene su propia lengua.